# Office central pour l'émigration juive à Prague
L'Office central pour l'émigration juive à Prague (Zentralstelle für jüdische Auswanderung in Prag), aussi connu sous l'appellation Office central pour l'émigration juive en Bohême et en Moravie, était un organisme dépendant du protecteur du Reich de Bohême-Moravie, Konstantin Freiherr von Neurath, puis à la fin de juillet 1939 de Walter Stahlecker et Adolf Eichmann. L'Office central de Prague est basé sur celui créé en août 1938 à Vienne, mais est de taille plus petite. Initialement, une des tâches de l'organisme est l'accélération de l'émigration forcée des Juifs du Reich allemand dans le Protectorat de Bohême et de Moravie. Par après, l'Office central est devenu l'organe exécutif concernant toutes les affaires juives dans le Protectorat jusqu'à la déportation vers les camps de la mort. Depuis le 20 août 1942 jusqu'au début mai 1945, il est dénommé Bureau central pour le règlement de la question juive en Bohême-Moravie (Zentralamt für die Regelung der Judenfrage in Böhmen und Mähren).